# Aleiodes flavinotaulus
Aleiodes flavinotaulus är en stekelart som beskrevs av Fortier 2006. Aleiodes flavinotaulus ingår i släktet Aleiodes och familjen bracksteklar. Inga underarter finns listade i Catalogue of Life.